# Краковецький деканат
Краковецький деканат — колишня структурна одиниця Перемишльської єпархії (теперішня — Львівської архиєпархії) Української греко-католицької церкви з центром у м. Краковець. Очолював деканат декан.

## Територія
В 1936 році в Краковецькому деканаті було 16 парафій:
1. Парафія с. Бунів;
2. Парафія м. Великі Очі з приходом у с. Сколин;
3. Парафія с. Глиниці з філією в с. Глиницька Воля;
4. Парафія с. Дрогомишль з приходом у с. Липина;
5. Парафія с. Змієвиська з філією в с. Вілька Зміївська та приходом у с. Божа Воля;
6. Парафія с. Кальників;
7. Парафія с. Кобильниця Волоська;
8. Парафія с. Кобильниця Руська;
9. Парафія с. Коханівка з філією в с. Свидниця та приходом у с. Чапляки, с. Вовча Гора, с. Руда Коханівська;
10. Парафія м. Краковець з філією в с. Передвірє та приходом у с. Будзинь, с. Руда Краковецька, с. Гуки;
11. Парафія с. Любині;
12. Парафія с. Малнівська Воля з приходом у с. Сарнівська Воля;
13. Парафія с. Млини;
14. Парафія с. Нагачів з філією в с. Семирівка;
15. Парафія с. Серни з філією в с. Моранці;
16. Парафія с. Хотинець з філією в с. Грушовичі.

### Декан
- 1936 — Матковський Василь в Краківци.

### Кількість парафіян
1936 — 27 798 осіб.
Деканат було ліквідовано в 1946 р.